# Gais 1959
Fotbollsklubben Gais spelade säsongen 1959 i allsvenskan. Gais gjorde en katastrofal säsong och slutade överlägset sist med bara 5 inspelade poäng.

## Allsvenskan

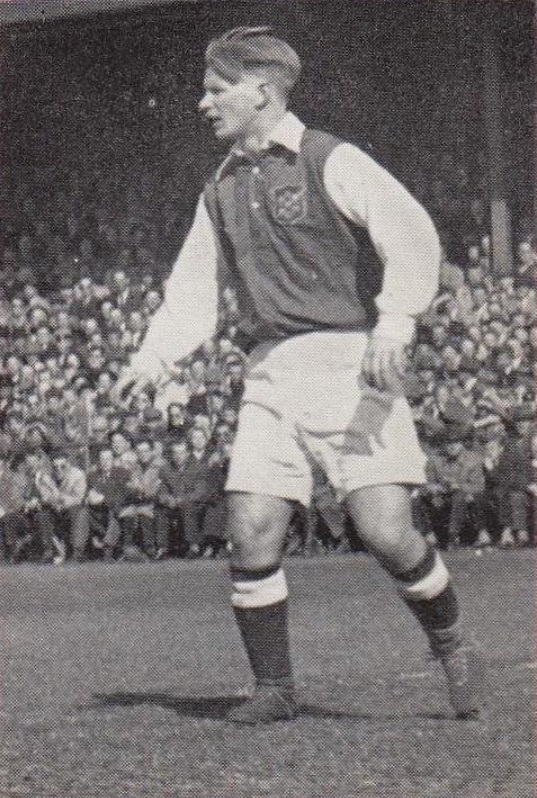
Bertil "Jompa" Andersson.

Inför säsongen hade Gais tappat Lars Cato, Leif Linderoth och Folke Fredriksson, och efter premiärmatchen borta mot IFK Malmö (förlust 0–3) lämnade Gais stora målgörare Karl-Alfred Jacobsson klubben för Tranemo IF, där han blev spelande tränare. Som ersättare för Jacobsson hoppades klubben på Rolf Holmström (1932–2012), som värvats in från Skellefteå AIK, där han öst in mål i division II. Sammanlagt debuterade hela tio nya spelare i ett generationsväxlande Gais, och tränaren Karl-Erik Grahn hade svårt att få till ett slagkraftigt lag. Efter åtta omgångar låg Gais i mitten av maj sist, med bara tre inspelade poäng.
Stämningen var orolig i Gais, och under säsongen lämnade Leif Forsberg och Hasse Olsson klubben för varsin klubb i Trollhättan. När det i september stod klart att Gais skulle åka ur försvann även Rune Jingård och Bertil "Jompa" Andersson, som skrev på för varsin klubb i Alingsås. Gais förlorade match efter match, bland annat 0–5 mot IFK Göteborg, 0–7 mot Halmstads BK, 0–6 mot Djurgårdens IF, 1–6 mot AIK, 1–5 mot Malmö FF och 2–6 mot Hälsingborgs IF. Sammanlagt blev det 18 förluster i rad innan man vann den sista matchen, på hemmaplan mot Hammarby IF, med 1–0, och därmed med nöd och näppe undvek att tangera rekordet som sämst i allsvenskan genom tiderna – Billingsfors IK tog säsongen 1946/1947 bara tre poäng. De fem poängen var emellertid Gais sämsta notering i allsvenskan någonsin, och man hade till råga på allt ansträngd ekonomi; vissa skyllde på att klubbens ishockeysatsning kostade för mycket.
Ett glädjeämne för Gais denna dystra säsong var att juniorlaget gick till SM-final, med namn som Kent Grek, Rolf Lundh och Bo Johansson (senare Jagler). Dessa tre kom att ta plats i A-laget under 1960-talet.

### Tabell
| Nr | Lag               | S  | V  | O  | F  | GM | IM | MS  | P  |
| -- | ----------------- | -- | -- | -- | -- | -- | -- | --- | -- |
| 1  | Djurgårdens IF    | 22 | 11 | 10 | 1  | 46 | 20 | +26 | 32 |
| 2  | IFK Norrköping    | 22 | 14 | 3  | 5  | 58 | 30 | +28 | 31 |
| 3  | IFK Göteborg (RM) | 22 | 14 | 3  | 5  | 56 | 28 | +28 | 31 |
| 4  | Örgryte IS (U)    | 22 | 13 | 4  | 5  | 53 | 38 | +15 | 30 |
| 5  | Malmö FF          | 22 | 12 | 4  | 6  | 50 | 29 | +21 | 28 |
| 6  | Hammarby IF (U)   | 22 | 9  | 1  | 12 | 38 | 56 | −18 | 19 |
| 7  | Sandvikens IF     | 22 | 7  | 5  | 10 | 35 | 54 | −19 | 19 |
| 8  | Hälsingborgs IF   | 22 | 7  | 4  | 11 | 44 | 45 | −1  | 18 |
| 9  | IFK Malmö         | 22 | 8  | 2  | 12 | 34 | 48 | −14 | 18 |
| 10 | AIK               | 22 | 6  | 5  | 11 | 37 | 46 | −9  | 17 |
| 11 | Halmstads BK      | 22 | 7  | 2  | 13 | 38 | 46 | −8  | 16 |
| 12 | Gais              | 22 | 2  | 1  | 19 | 20 | 69 | −49 | 5  |

### Seriematcher
| Lag             | Hemma | Borta |
| --------------- | ----- | ----- |
| Djurgårdens IF  | 1–1   | 0–6   |
| IFK Norrköping  | 1–2   | 1–3   |
| IFK Göteborg    | 0–5   | 2–3   |
| Örgryte IS      | 2–4   | 1–3   |
| Malmö FF        | 1–2   | 1–5   |
| Hammarby IF     | 1–0   | 1–2   |
| Sandvikens IF   | 0–2   | 2–3   |
| Hälsingborgs IF | 2–6   | 2–1   |
| IFK Malmö       | 0–1   | 0–3   |
| AIK             | 1–2   | 1–6   |
| Halmstads BK    | 0–2   | 0–7   |

## Spelarstatistik

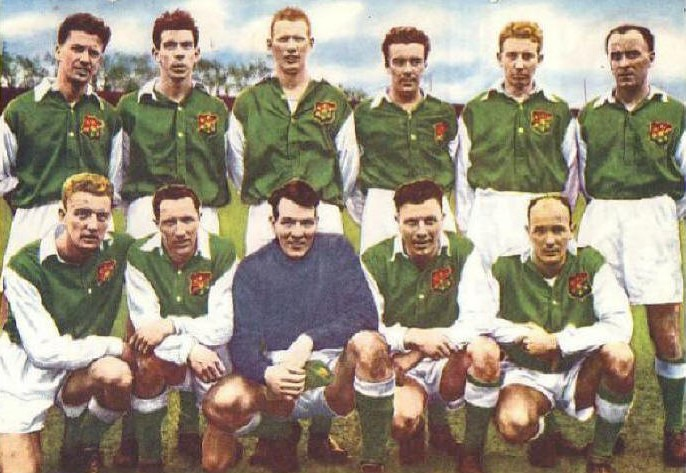
Gais säsongen 1959. Stående från vänster: Hasse Olsson, Lennart Johansson, Bertil Andersson, Leif Skoglund, Lars Olsson, Sanny Jacobsson. Knästående: Gunnar Kämpendahl, Lars Henriksson, Leif Andersson, Rune Jingård, Leif Forsberg. Bild från Rekordmagasinet.

Gais använde sig av hela 24 spelare i serien detta år. Endast målvakten Leif Andersson spelade samtliga 22 matcher.
| Spelare                    | Matcher | Mål |
| -------------------------- | ------- | --- |
| Leif Andersson (mv)        | 22      |     |
| Leif Skoglund              | 21      | 3   |
| Rune Jingård               | 21      | 1   |
| Sanny Jacobsson            | 20      | 7   |
| Lennart Johansson          | 20      | 2   |
| Gunnar Kämpendahl          | 20      |     |
| Lars Henriksson            | 18      |     |
| Hans Olsson                | 15      | 1   |
| Rolf Holmström (1932–2012) | 12      | 3   |
| Bertil Andersson           | 11      | 1   |
| Leif Forsberg              | 11      |     |
| Einar Smith                | 8       |     |
| Nils Lundberg              | 6       |     |
| Bo Palle                   | 6       |     |
| Kent Blomqvist             | 5       | 2   |
| Olle Antonsson             | 5       |     |
| Per-Ove Arkevall           | 4       |     |
| Lars Olsson                | 4       |     |
| Bengt Apell                | 3       |     |
| Sten-Olof Johansson        | 3       |     |
| Nils Wirén                 | 3       |     |
| Nils Berghamn              | 2       |     |
| Rolf Berglund              | 1       |     |
| Karl-Alfred Jacobsson      | 1       |     |